# Kẻ cắp tia chớp (tiểu thuyết)
Kẻ cắp tia chớp (tựa gốc tiếng Anh: The Lightning Thief) là một tiểu thuyết phiêu lưu kỳ ảo dựa trên thần thoại Hy Lạp được xuất bản năm 2005, đây là tập đầu tiên của bộ truyện Percy Jackson và các vị thần trên đỉnh Olympus. Nhân vật chính là Percy Jackson, một cậu bé 12 tuổi, á thần, con của vị thần Hy Lạp Poseidon. Percy cùng các bạn Annabeth Chase và Grover Underwood lên đường thực hiện nhiệm vụ ngăn chặn một trận chiến giữa các vị thần Zeus, Poseidon, Hades.
The Lightning Thief được Miramax Books xuất bản vào tháng 6 năm 2005, các đợt tái bản sau này Disney Publishing phát hành. Truyện đã bán được hơn 1,2 triệu bản trong bốn năm, được dịch ra nhiều thứ tiếng, xuất hiện trên danh sách The New York Times Best Seller hạng mục sách thanh thiếu niên, đồng thời giành được nhiều giải thưởng về sách. Tác phẩm đã được chuyển thể thành bộ phim Percy Jackson & the Olympians: The Lightning Thief - phát hành tại Hoa Kỳ vào ngày 12 tháng 2 năm 2010. Phần tiếp theo của truyện là Biển quái vật.

## Nội dung
Kẻ cắp tia chớp được tường thuật theo ngôi thứ nhất. Người kể trong truyện là Percy Jackson, một cậu bé 12 tuổi sống tại New York mắc chứng khó đọc và ADHD. Trong chuyến tham quan về lịch sử Hy Lạp - La Mã tại Metropolitan Museum of Art, cậu đã giúp đỡ Grover Underwood chống lại kẻ bắt nạt mình bằng cách hất kẻ ấy vào bồn nước. Một trong số giáo viên đi theo cô Dodds, đã tách cậu ra khỏi các học sinh khác, dường như chuẩn bị phạt Percy. Tuy nhiên, Percy đã rất ngạc nhiên khi cô ấy biến đổi thành một sinh vật huyền thoại Hy Lạp Furies và bắt đầu tấn công cậu. Một giáo viên khác dạy tiếng Latin có tên Brunner, đột nhiên xuất hiện và ném cho Percy một cây bút có thể biến đổi thành một thanh kiếm. Percy theo bản năng vung tay chém con quái vật trước mặt mình và cô Dodds tan thành tro bụi. Khi Percy trở lại với các bạn của mình, cậu phát hiện ra các bạn không biết gì về sự kiện trong bảo tàng đồng thời cũng không biết giáo viên mang tên Dodds. Trong suốt năm học, Percy đã tự thuyết phục mình rằng tất cả chỉ là ảo giác, ngoại trừ việc người bạn của cậu Grover dường như đang che giấu một thứ gì đó. Một vài ngày trước khi kết thúc năm học, cậu đã nghe lén cuộc nói chuyện của Grover và thầy Brunner về cậu, cô Dodds, một vật phẩm bị đánh cắp; điều đó giúp cậu xác thực mối nghi ngờ của mình.
Percy và mẹ, Sally, có một chuyến nghỉ hè tại một bãi biển. Trong một cơn bão khủng khiếp, cả hai đã bị đánh thức bởi một chuyến thăm bất ngờ của Grover—Percy đã biết được rằng Grover không phải là một cậu thiêu niên mà là một satyr trẻ. Grover nói rằng họ đang gặp nguy hiểm và cả ba cần phải tới một trại hè bí ẩn. Khi vừa đến nơi, họ bị tấn công bởi Minotaur. Trong trận chiến, Minotaur đã hất tung Grover, bắt lấy Sally và làm tan biến bà ấy trong một tia sáng chói lòa. Tin rằng mình đã mất mẹ mãi mãi, Percy đã rất tức giận, cậu tấn công con quái vật, chặt gãy một chiếc sừng và giết con quái vật ấy; sau đó, cậu kéo Grover tới một trang tại và bất tỉnh tại đó. Cậu tỉnh dậy sau ba ngày và biết được nơi này là Trại Con Lai, Percy cũng đã biết được mình là một á thần: con của người thường và thần Hy Lạp.
Percy hòa mình vào cuộc sống của trại và gặp được nhiều á thần như: Luke Castellan, con trai của Hermes; Annabeth Chase, con gái của Athena; và Clarisse La Rue, con gái của Ares. Một sự cố đã xảy ra và Percy đã lộ ra khả năng á thần của mình; một con quái vật tấn công trại mà không bị cản lối bởi các phép thuật bảo vệ; Percy sau khi đánh bại con quái vật đã được công nhận bởi cha mình, thần Poseidon. Vài ngày sau, thầy Brunner (người thực ra là Nhân mã Chiron) gọi Percy tới Nhà Lớn và nói cho cậu về lời thề sẽ không có một đứa con á thần nào cách đây 70 năm của ba vị thần lớn nhất (Poseidon, Zeus, Hades); việc có sự xuất hiện của Percy đã làm lời thề bị phá vỡ. Điều này, cùng với việc tia chớp của thần Zeus bị đánh cắp đã làm tăng sự nghi ngờ giữ các vị thần; Percy có nhiệm vụ tìm lại tia chớp, trao trả cho thần Zeus trước khi một trận chiến giữa các vị thần bắt đầu. Cậu đã chọn Annabeth và Grover là bạn đồng hành của mình trong nhiệm vụ này
Sau một chuyến đi khắp nước Mỹ, họ đã đến Los Angeles, đánh bại vài con quái vật huyền thoại (bao gồm Medusa và Chimera), bộ ba đã tìm thấy Hades và được biết rằng Helm of Darkness (Chiếc mũ tàng hình—biểu tượng quyền lực của vị thần này) cũng đã bị đánh cắp. Hades buộc tội Percy đã ăn cắp biểu tượng của mình và đe dọa giết Percy và mẹ (người hiện đang là con tin) cùng với việc đưa người chết trở lại trần gian nếu chiếc mũ không được trả lại. Percy và các bạn đã trốn thoát trở về L.A và phát hiện ra rằng chính thần Ares mới là người đang nắm giữ các món đồ bị đánh cắp. Cậu đã thách đấu với Ares trong một trận đấu tay đôi và giành chiến thắng. Ares đã bị thương sau trận chiến, trước khi quay trở về Olympus, hắn đã bỏ lại cả hai món đồ. Percy đưa chiếc mũ cho người hầu của Hades để trả về cho ông. Hades biết được rằng Percy không phải là kẻ trộm nên đã cho Sally trở về nhà của mình
Percy trao trả tia chớp về cho thần Zeus, và ông đã tặng cho cậu một món quà là không giết cậu vì lời thề bị Poseidon phá vỡ. Cậu trở về trại và tận hưởng kỳ nghỉ hè tại đây. Vào ngày cuối của trại. Luke tiết lộ mình chính là kẻ trộm thực sự, cậu đang làm theo yêu cầu của Kronos, vua của các Titans. Kronos cũng đã thao túng Ares, một vị thần luôn khao khát quyền lực, vào kế hoạch này. Percy không tin rằng Luke, một người luôn được mọi người khen về tính cách, lại làm việc này. Luke giải thích lý do rằng cậu giận dữ với các vị thần vì sự vô trách nhiệm của họ. Luke đưa ra đề nghị cùng tham gia vào đội quân của mình với Percy. Khi Percy từ chối, Luke cùng với một con bọ cạp chứa chất độc chết người đã xông vào tấn công. Percy tuy đã giết chết con bọ cạp nhưng cũng đã bị nó chích, chất độc khiến cậu cận kề cái chết. Sau khi đã hồi phục, Percy phải đưa ra lựa chọn giữa việc ở quanh năm trong trại hay trở về nhà để bắt đầu một năm học mới. Sau một thời gian suy nghĩ, cậu đã chọn trở về sống với mẹ, bắt đầu một năm học mới vì cậu đã không còn phải học nội trú, dù điều này sẽ rất nguy hiểm với cậu.

## Đón nhận
Vào ngày 8 tháng 4 năm 2007, The Lightning Thief đã đứng thứ 9 trên dánh sách The New York Times Best Seller hạng mục sách thanh thiếu niên. Truyện cũng đã thắng giải Best Book 2005 của School Library Journal, cũng là một trong những cuốn sách nằm trong danh sách Best of the Best Books 2005 của Chicago Public Library. Truyện cũng nằm trong danh sách VOYA Top Shelf Fiction, thắng giải Red House Children's Book Award Winner (Anh Quốc) vào năm 2006; Askews Torchlight Award (Anh Quốc), 2006; và Mark Twain Award (Hiệp hội thư viện trường học bang Missouri), 2008. Đây là một cuốn sách đánh chú ý của American Library Association, 2006 và New York Times (2005). Truyện cũng đã nhận giải Young Reader's Choice Award vào năm 2008 và Rebecca Caudill Young Reader's Book Award vào năm 2009. Tạp chí Scholastic Parent & Child đã xếp truyện vào danh sách 100 " Sách tốt nhất dành cho trẻ em." Lúc được hỏi về cảm xúc của mình khi nhận các giải thưởng, Rick Riordan đã nói: "Lời khen lớn nhất của một nhà văn viết sách cho thiếu nhi chính là lời khen của chính lứa tuổi ấy."

## Chuyển thể

### Phim điện ảnh
Vào tháng 6 năm 2004, 20th Century Fox đã mua lại quyền chuyển thể truyện. Tháng 4, 2007 đạo diễn Chris Columbus được thuê để thực hiện dự án này. Logan Lerman đóng vai Percy Jackson, Brandon T. Jackson đóng vai Grover Underwood. Alexandra Daddario nhận vai Annabeth trong khi Jake Abel được chọn cho vai Luke Castellan. Pierce Brosnan nhận vai Chiron. Bộ phim có tựa đề Percy Jackson & the Olympians: The Lightning Thief được công chiếu tại Hoa Kỳ vào ngày 12 tháng 2 năm 2010. Bộ phim tuy nhận nhiều ý kiến trái chiều nhưng cũng đã thu về  226 triệu Đô la khắp thế giới. Phần tiếp theo, Percy Jackson: Sea of Monsters được công chiếu vào năm 2013, đạo diễn là Thor Freudenthal.

### Sách nói
Vào ngày 28 tháng 6 năm 2005, phiên bản sách nói dài 10 giờ 25 phút với giọng đọc của diễn viên Jesse Bernstein được Listening Library phát hàng trên toàn thế giới.

### Nhạc kịch
Một vở nhạc kịch dành cho thanh thiếu niên dài một giờ đã được lên kế hoạch trình diễn khắp Hoa Kỳ vào tháng 9 năm 2014. Buổi diễn đầu tiên được tổ chức tại New York.

## Tập kế tiếp
Kẻ cắp tia chớp được được nối tiếp bởi Biển quái vật khi Percy và Annabeth giải cứu Grover khỏi Polyphemus, và đi tìm Bộ lông cừu vàng nhằm bảo vệ trại. Họ đã hợp tác với em họ của Percy, Tyson và Clarisse trong nhiệm vụ này.
Như Kẻ cắp tia chớp, truyện đã giành được nhiều giải thưởng lớn cùng với những nhận xét khen ngợi. Tập thứ hai cũng đã bán được hơn 100.000 bản bìa mềm.

## Phiên bản tiếng nước ngoài
Kẻ cắp tia chớp được phát hành tại một số quốc gia như Đan Mạch, Trung Quốc, Pháp, Đức, Czech,.... Phiên bản tiếng Pháp, Đức, Tây Ban Nha được phát hành vào năm  2006. Các phiên bản dịch khác được phát hành vào năm 2008. Phiên bản tiếng Iceland được phát hành vào năm 2012. Truyện cũng đã được bán tại Đài Loan dưới tên nhà xuất bản Yuan Liou Publishing.
Tại Việt Nam, truyện được công ty Chibooks mua bản quyền và được nhà xuất bản Thời Đại phát hành theo bản dịch của dịch giả Vũ Kim Dung dưới phiên bản bìa mềm.